# 巻甲
巻甲（まきこう）は、新潟県新潟市西蒲区の大字。郵便番号は953-0041。

## 概要
戦国期から現在までの地名。1889年（明治22年）まであった巻村の区域の一部で、隣接する巻乙とともに形成されていた。古くは槙、真木とも書いた。

### 隣接している町字
※北から東回り順に。
- 割前
- 葉萱場
- 中郷屋
- 真田
- 天竺堂
- 矢島
- 遠藤
- 鎧潟
- 山島村新田
- 柿島
- 河井
- 赤鏥

※大通川を挟んで今井、巻東町、漆山と隣接。西川を挟んで巻乙と隣接。矢川を挟んで前田と隣接。

## 歴史
上杉景勝と新発田重家の抗争時には、小国氏の領地となっていた。北国街道の脇街道沿いに位置するため六斎市も発展し、1769年（明和6年）には馬市が開かれている。

### 沿革
- 1889年（明治22年）4月1日 : 合併により巻村の大字となる。
- 1891年（明治24年）4月10日 : 巻村が町制を施行し、巻町の大字となる[5]。地内は巻甲と巻乙に別れ、巻甲は西川の右岸。巻乙は西川左岸に位置する[5]。
- 2005年（平成17年）10月10日 : 合併により新潟市の大字となる。
- 2007年（平成19年）4月1日 : 新潟市の政令指定都市以降により西蒲区の大字となる。

## 世帯数と人口
2018年（平成30年）1月31日現在の世帯数と人口は以下の通りである。
| 大字 | 世帯数    | 人口    |
| ---- | --------- | ------- |
| 巻甲 | 3,637世帯 | 8,816人 |

## 小・中学校の学区
市立小・中学校に通う場合、学区は以下の通りとなる。
| 番地 | 小学校             | 中学校             |
| --- | ------------------ | ------------------ |
| 3～402番地、405～421番地、632番地～2211番地甲、2550〜2602番地 2614番地1～2822番地33、2925～3761番地、3768番地2～3769番地4 4000〜4108番地、4148〜4149番地、4646～5318番地、5706～5845番地 5847～6280番地、10700～11742番地、11761～13286番地               | 新潟市立巻北小学校 | 新潟市立巻西中学校 |
| 403番地～404番地2、422～631番地、2212番地1～2548番地5 2604番地1～2612番地、2823番地～2924番地子、3766番地1～3767番地2 3770番地～3867番地3、4109番地1～4147番地7、4150～4645番地 5319～5705番地、5846番地1～3、10667番地1～10697番地 11759番地～11760番地3 | 新潟市立巻南小学校 | 新潟市立巻東中学校 |

## 主な企業・施設
- 新潟市西蒲区役所
- 新潟市立巻図書館
- 新潟県立巻総合高等学校
- 巻郵便局
- ハローワーク巻
- 第四北越銀行 巻中央支店
- 第四北越銀行 巻支店
- 大光銀行 巻支店

## 交通

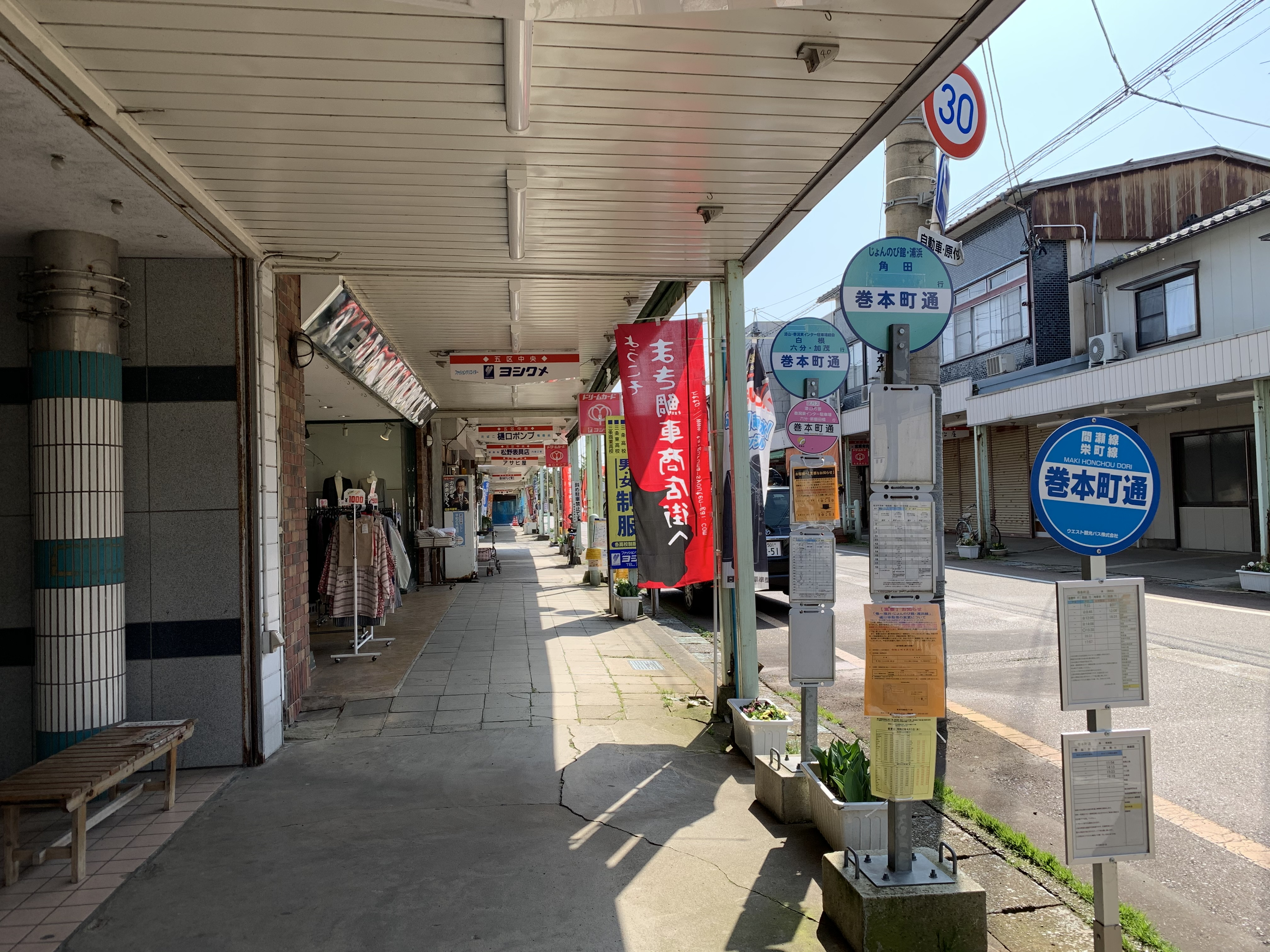
「巻本町通」バス停（2020年3月）

### 鉄道
東日本旅客鉄道在来線
- 巻駅
  - ■越後線

### 道路
国道
- 巻バイパス
- 国道116号
- 国道460号

県道
- 新潟県道374号五千石巻新潟線
- 新潟県道380号今井巻線

### バス
新潟交通観光バス路線バス